# Viva Suecia
Viva Suecia est un groupe espagnol de rock indépendant, originaire de Murcie.

## Histoire
L'origine du nom vient du batteur (Fernando Campillo) et de son amour pour les groupes suédois de post-rock. Ils expliquent que « l'idée d'un nom aux teintes du pays nordique plaisait aux quatre membres jusqu'à ce qu'un jour, lors d'une fête, quelqu'un s'exclame : Viva Suecia ! ». En 2014, sept mois après leur formation en tant que groupe, ils sortent l'EP Viva Suecia avec 5 titres. Leur signature avec Subterfuge Records conduit à la sortie de leur premier album La fuerza mayor, publié en vinyle, CD et numérique en février 2016. En mars 2017, ils sortent leur deuxième album, Otros principios fundamentales.
Ils jouent dans de nombreux festivals de renom tels que le Festival Cruïlla Barcelona, Mad Cool, Festival international de Benicàssim et Sonorama-Ribera,,.
En janvier 2018, ils apparaissent dans l'émission Late Motiv, interprétant l'une des reprises de A dónde ir. Le 4 novembre 2018, Viva Suecia est élu « meilleur groupe espagnol » par les MTV Awards. En 2019, l'album El milagro sort et connait un grand succès, atteignant la deuxième place des ventes. Cet album fait l'objet d'une tournée dans toute l'Espagne. En 2019 toujours, Viva Suecia fait un autre « miracle » avec une poignée d'iPad.
Le 30 juillet 2020, lors de la tournée Necesitarnos tanto, ils jouent au Camp Nou. Le quatrième album du groupe sort en 2022 sous le titre El amor de la clase que sea (Universal Music Spain), un album de onze morceaux. Le groupe décide d'inviter trois artistes pour donner encore plus de pertinence à l'album, d'une part, la Luz Casal dans La parte difícil. D'autre part, Dani Fernández collabore à la chanson Lo siento. Enfin, Leiva est producteur et interprète de Justo cuando el mundo apriete, le tube de l'album, qui combine parfaitement l'univers musical des Suédois et celui de Leiva.

## Discographie

### Albums studio
- 2016 :  La fuerza mayor (Subterfuge)
- 2017 : Otros principios fundamentales (Subterfuge)
- 2019 : El milagro (Subterfuge)
- 2022 : El amor de la clase que sea  (Universal Music Spain)
- 2023 : El amor de la clase que sea: Edición especial (Universal Music Spain)

### EP
- 2014 : Viva Suecia

### Vinyles
- 2021 : La voz del presidente